# Sam Trammell
Sam Trammell (sinh ngày 29 tháng 1 năm 1969) là một nam diễn viên người Mỹ.

## Danh sách phim

### Điện ảnh
| Năm  | Tên                                 | Vai                    | Ghi chú |
| ---- | ----------------------------------- | ---------------------- | ------- |
| 1996 | Childhood's End                     | Greg Chute             |         |
| 1997 | The Hotel Manor Inn                 | Nolan                  |         |
| 1998 | Wrestling with Alligators           | Will                   |         |
| 2000 | Beat                                | Lee                    |         |
| 2000 | Fear of Fiction                     | Red/Tom Hopkins        |         |
| 2000 | Autumn in New York                  | Simon                  |         |
| 2000 | Followers                           | John Dietrich          |         |
| 2003 | Undermind                           | Derrick Hall/Zane Waye |         |
| 2004 | The Last Full Measure               | —                      |         |
| 2007 | Aliens vs. Predator: Requiem        | Tim O'Brien            |         |
| 2008 | Miracle of Phil                     | Taylor                 |         |
| 2010 | Children of the Spider              | Alex                   |         |
| 2010 | The Inn Keeper                      | Jeb                    |         |
| 2011 | The Details                         | Chris                  |         |
| 2012 | Guns, Girls and Gambling            | Sheriff Cowley         |         |
| 2013 | Crazy Kind of Love                  | Jeff Lucas             |         |
| 2013 | Deadweight                          | Preston Westwood       |         |
| 2013 | White Rabbit                        | Darrell Mackey         |         |
| 2014 | After the Fall                      | Lee                    |         |
| 2014 | The Fault in Our Stars              | Michael Lancaster      |         |
| 2014 | Me                                  | David                  |         |
| 2015 | All Mistakes Buried                 | Sonny Coles            |         |
| 2015 | 3 Generations                       | Matthew                |         |
| 2015 | The Track                           | Scott                  |         |
| 2015 | I Am Wrath                          | Detective Gibson       |         |
| 2016 | Imperium                            | Gerry Conway           |         |
| 2017 | Say You Will                        | Dean Hall              |         |
| 2017 | It's Time                           | Coach Billy Brewer     |         |
| 2019 | Nancy Drew and the Hidden Staircase |                        |         |